# Front du Nord de la guerre d'indépendance des États-Unis
 (mai 2017).
Le contenu est difficilement compréhensible vu les erreurs de traduction, qui sont peut-être dues à l'utilisation d'un logiciel de traduction automatique.
La front du Nord de la guerre d'indépendance des États-Unis aussi connu comme le département du Nord de l'armée continentale a été un théâtre d'opérations au cours de la guerre de la révolution américaine.
Il était appelé à l'origine le département de New York, et était composé de l'ensemble de l'État de New York. Le 12 novembre 1776, après l'occupation britannique de la ville de New York, le département des hautes terres a été créé à partir du département du Nord. Le département du Nord s'est ensuite arrêté à 30 miles au sud d'Albany. Après cela, il a toujours été appelé le département du Nord.
Le département des hautes terres était le plus petit en superficie, et a été formé autour de la défense sur l'Hudson au nord de la ville de New York.

## Campagnes
Le 10 mai 1775, capture du Fort Ticonderoga par les Britanniques.
Le major-général Philip Schuyler a été nommé commandant du département le 25 juin 1775. Le 28 juin 1775, le Congrès provincial de New York a autorisé la levée des quatre régiments de la ligne de New York.
Les grandes campagnes sont réparties comme suit :
- Campagne de New York et du New Jersey
- Campagne de Saratoga
- Front Nord de la guerre d'Indépendance américaine après Saratoga

## Après guerre
Ce département a été le seul à rester après la guerre. Les derniers éléments de l'armée continentale ont été conservés pour garder la frontière occidentale des avant-postes.